# Токарєв Костянтин Олександрович
Костянтин Олександрович Токарєв (нар. 9 вересня 1959 року) — український підприємець, президент міжнародного автомобільного холдингу «Соллі Плюс», почесний консул Литовської республіки в місті Харків.

## Біографія
Народився 9 вересня 1959 року в місті Харків.
У 1981 році закінчив Харківський національний автомобільно-дорожній університет за спеціальністю «Автомобільні дороги».
Після здобуття вищої освіти працював пройшов шлях від старшого майстра будівельного управління № 850 системи «Дондорстрой», м. Красноград, Харківська область до президента міжнародної автомобільної холдингової компанії «Соллі Плюс».
У 2006 та 2010 роках балотувався до Харківської міської ради від Партії регіонів.
У 2015 році став почесним консулом Литовської республіки в місті Харків.
З вересня 2016 року — член Правління Всеукраїнської федерації кінного спорту.

## Нагороди
- Заслужений працівник транспорту України (2004) — за вагомий особистий внесок у розвиток автомобільного транспорту, забезпечення якісного будівництва, ремонту та утримання доріг, високий професіоналізм та з нагоди Дня автомобіліста і дорожника[6];
- Почесна грамота Харківської міської ради (2007)[7];
- Лауреат всеукраїнського конкурсу « Ділова людина України»;
- Лауреат регіонального рейтингу «Харків'янин року».